# Janet und Anne Grahame Johnstone
Janet Johnstone (* 1. Juni 1928 in Marylebone; † 20. Januar 1979 in Badingham, East Suffolk) und Anne Grahame Johnstone (* 1. Juni 1928 in Marylebone; † 25. Mai 1998 in Badingham, East Suffolk) waren britische Autorinnen, Illustratorinnen und Zwillinge, die gemeinsam als Künstlerduo arbeiteten.

## Leben
Die eineiigen Zwillingsschwestern Janet und Anne Johnstone wuchsen mit ihrem jüngeren Bruder Murray im Londoner Stadtteil Marylebone und dem „Matts House“ der Familie im ländlichen Brixworth in Northamptonshire auf. Ihre Mutter Doris Zinkeisen war eine erfolgreiche Porträtmalerin, Wandmalerin, Kostüm- und Bühnenbildnerin, ebenso wie deren Schwester Anna Zinkeisen. Von 1940 bis 1946 lebte die Familie in Northamptonshire, das während des Zweiten Weltkriegs sicherer war als London. Während des Kriegs besuchten die Schwestern die Heathfield School in Ascot, Berkshire. Ihre künstlerischen Fähigkeiten wurden sowohl zu Hause als auch in der Schule gefördert. Ihr Vater, der Marineoffizier Edward Grahame Johnstone (1899–1946), starb 1946. Sie zogen mit ihrer Mutter in eine bescheidene, aber geräumige Wohnung in der Nähe der Royal Albert Hall in Kensington.
Später studierten die Schwestern an der Central Saint Martins College of Art and Design in London. Sie arbeiteten in London mit sehr großem Erfolg als professionelle Illustratorinnen von Kinderbüchern, Weihnachtskarten und Geschenkbüchern. Der finanzielle Rückhalt ermöglichte ihnen und ihrer Mutter 1966 den Umzug ins „White House“ im ländlich gelegenen Dorf Badingham in East Suffolk. Neben der künstlerischen Arbeit versorgten die Schwestern den Haushalt sowie zahlreiche Haustiere, Pferde und Ponys.
1979 starb Janet bei einem Küchenbrand an einer Rauchvergiftung. Anne wurde durch ihren Tod tief getroffen. Darüber hinaus musste sie von da an alle Aufträge allein ausführen, was eine Verdoppelung der Produktionszeit für jedes Kunstwerk und damit einhergehend eine Verringerung des Familieneinkommens bedeutete. Außerdem musste sie Fahrstunden nehmen, da bislang nur Janet das Auto gefahren hatte, und sich zudem alleinverantwortlich um ihre betagte Mutter kümmern. Sie bewältigte es dennoch, allen bestehenden Aufträgen nachzukommen und alleine weiterzumachen. Sie lernte, mit anfänglicher Unterstützung durch ihre Mutter Doris, die Darstellung von Pferden zu meistern und Tiere zu zeichnen, auf die sich Janet früher spezialisiert hatte. Sie wurde so geschickt, dass sie 1998 zum Mitglied der „Society of Equestrian Artists“ gewählt wurde. Anne entwickelte sich zu einer Expertin für Militäruniformen des 19. Jahrhunderts und arbeitete häufig als heraldische Künstlerin am College of Arms.
Wie ihre Schwester Janet heiratete Anne Grahame-Johnstone nie, pflegte jedoch enge Beziehungen zu ihrem Neffen und ihren beiden Nichten, die ebenfalls alle künstlerisch arbeiten. Als Annes Mutter mit fortschreitendem Alter keine Besucher mehr empfangen wollte, beschränkte sich Annes Alltag zunehmend auf das häusliche Leben mit ihr und den Haustieren sowie Briefkontakte zu ihren alten Freunden. Einige Jahre nach dem Tod ihrer Mutter 1991 wurde bei Anne Leberkrebs festgestellt. Trotz der Nebenwirkungen der Chemotherapie malte sie bis zwei Tage vor ihrem Tod am 25. Mai 1998.

## Werk
Die Schwestern illustrierten über 100 Kinderbücher. Ihre Bilder waren Gemeinschaftswerke. Dabei übernahm Janet das Malen der Tiere, während Anne die Figuren und historischen Kostüme zeichnete. Ihre Arbeit an Hundertundein Dalmatiner von Dodie Smith machte sie einer großen Öffentlichkeit bekannt und große Verlage wie Dean und Purnell wurden auf sie aufmerksam. Für Purnell fertigten sie eine Reihe zu Themen wie König Artus und der griechischen Mythologie, die wöchentlich erschienen und später als eigenständige Bücher herausgegeben wurden.
Die meiste Arbeit machte jedoch die Gestaltung von Weihnachtskarten und die Illustration großer, farbenfroher Geschenkbücher aus, die hauptsächlich von Dean veröffentlicht wurden. Dazu verwendeten die Schwestern helle, leuchtende Farben in Aquarell und Deckfarbe. „Ihre ganzseitigen Illustrationen rund um Kinderreime, Märchen oder Kindergebete standen in der Tradition der anspruchslosen Überschwänglichkeit älterer Künstler wie Hilda Boswell, die beim Publikum immer noch äußerst beliebt, von Kritikern jedoch zunehmend missbilligt wurde.“ Auch bei den eigenen Büchern arbeiteten sie in der Tradition der populären Kinderfiguren von Mabel Lucie Attwell und Hilda Boswell. Für die Bücher anderer Autoren fertigten sie hingegen reizvolle klare Zeichnungen.
In den 1950er und 1960er Jahren schufen sie auch Illustrationen für bekannte Programme des britischen Kinderfernsehens, wie „Tai Lu“, „Andy Pandy und die Blumentopfmänner“ und die neu geschaffene BBC-Fernsehserie „Watch With Mother“.
In den 1980er Jahren schuf Anne Grahame-Johnstone weitere Illustrationen für Kinderbücher, Weihnachtskarten und -puzzles. Später entwickelte sie sich zu einer Expertin für militärische Uniformen des 19. Jahrhunderts und arbeitete als Wappenzeichnerin und als heraldische Künstlerin am Londoner College of Arms.

## Illustrierte Bücher (Auswahl)
- 1950: Struwwelpeter von H. Hoffmann
- 1951: Geschichten aus dem antiken Griechenland von Enid Blyton
- 1956: Hundertundein Dalmatiner von Dodie Smith
- 1958: Crossing the road von J. Pudney
- 1964: Tales of the Greeks and Trojans von Roger Lancelyn Green
- 1966: Sir Lancelot of the Lake
- 1966: Folk tales of the world
- 1967: The Starlight Barking von Dodie Smith
- 1968: Jason and the golden fleece
- 1968: Alice in wonderland von L.Carroll
- 1975: Miracle in the wilderness von Paul Gallico
- 1978: The Midnight Kittens von Dodie Smith
- 1979: The enchanted wood von Enid Blyton
- 1986: Die Wasserkinder von Charles Kingsley
- 1988: Peter Pan von J. M. Barrie[2]